# Národní park Voyageurs
Národní park Voyageurs (anglicky  Voyageurs National Park) je národní park na severu Minnesoty, na severu Spojených států amerických, na hranicích s Kanadou. Oblast geologicky leží v jižní části Kanadského štítu. Region je charakteristický rozlehlými jezery a vodními plochami, jehličnatými a listnatými lesy, mokřady a maršemi.
Název Voyageurs pochází od původem francouzských lovců kožešin, kteří krajinou často projížděli.

## Geografie a flora
Národní park leží západně od Velkých jezer. Severně leží kanadská provincie Ontario. Park leží na pomezí boreálních lesů, které rostou dále na sever a listnatých opadavých lesů, které se rozkládají dále na jih a východ. Na území parku roste okolo 50 druhů stromů a keřů, 40 druhů mechů a kapradin, na 200 druhů různých travin a okolo 200 druhů květin. Ze stromů jsou nejvíce zastoupené borovice smolné (Pinus resinosa), borovice Banksovy, smrky, břízy, topoly (Populus grandidentata) a javory červené (Acer rubrum).